# 大量虐殺
大量虐殺（たいりょうぎゃくさつ、英: Mass killing）とは、人間を意図的に大量に虐殺（英: Massacre）すること。
大量虐殺はジェノサイドの訳語でもあるが、ジェノサイドはジェノサイド条約などで、政治共同体、人種、民族、宗教集団を意図的に破壊することと定義されている。
また、本項では、大量殺人（英: Mass murder）とは異なるものとして説明する。ただし、Mass murderを大量虐殺と翻訳する場合もある。

## 概念
大量虐殺は、英語のMass killingやGenocide (ジェノサイド)、Mass murder (大量殺人)の訳語でもある。オランダの社会学者アブラム・デ・スワーンは、大量虐殺(mass annihiliation)、大量絶滅（mass extermination)、大量破壊（mass destruction)、大量殺人（mass murder)とは互換的に使われると指摘している。
ジェノサイドはジェノサイド条約第2条で、「国民的、人種的、民族的又は宗教的集団を全部又は一部破壊する意図をもって行われた」「集団構成員を殺すこと」(集団殺害)や、「重大な肉体的又は精神的な危害を加えること」「肉体の破壊をもたらすために意図された生活条件を集団に対して故意に課すること」「集団内における出生を防止することを意図する措置を課すること」「集団の児童を他の集団に強制的に移すこと」と定義される。ジェノサイド条約が採択された1948年時点では、絶滅の意図のない偶発的虐殺や、戦争による殺戮も除外されており、さらに条約の適用は第二次世界大戦の敗戦国に限定されていた。その後、オランダの法学者Pieter N.Drost ドゥロストは、ジェノサイド条約が「政治的集団」を除外したことに異議をとなえ、社会学者アーヴィング・ホロヴィッツは「Genocide: State Power and Mass Murder (ジェノサイド：国家権力と大量殺人)」(1976)でジェノサイドを、国家による民衆の構造的体系的破壊として定義し、ヘレン・ファインは戦争による殺戮もジェノサイドに含めた。
大量虐殺の研究者松村高夫は、ジェノサイドを、国家犯罪としてのマス・キリング(mass-killing、大量虐殺)と定義し、これに戦時下における無差別殺戮を含めた。大量虐殺(マス・キリング)には、ジェノサイド、ポグロム、エスノサイド、アトロシティーズ、医療による国家犯罪も含む。マス・キリングの本質は、国家権力による殺戮であるが、国家の指令でなくても、国家が扇動した民衆間の対立が、宗教的対立や民族的対立という形態をとることもある。松村によれば、近現代では、ナチス、スターリン、ポルポトのように、全体主義イデオロギーによるものが多い。マルクス主義者のなかには、社会主義国での虐殺を認めようとしない傾向があったが、社会主義国でもマスキリングが広範囲に実行されていることを踏まえ、松村は、資本主義国だけでなく、社会主義国、発展途上国でのマスキリングをも考察すべきであるという。松村と矢野は、国連のジェノサイド定義では不十分であるとし、大量虐殺（マスキリング）とは、「自国の政府・軍隊などの国家権力主導による、あるいはその執行機関による大量殺戮」であると定義し、政治集団や社会階級に対する虐殺も含めた。
ジェノサイド研究者アーヴィン・ストウブ（Ervin Staub）は、政府や国家によって行われた非戦闘員の殺戮事件を定義するために Mass killing (大量虐殺)概念を提唱した。
大量殺戮とは、集団全体を抹殺する意図を持ったジェノサイドと異なり、集団全体を抹殺する意図なしに集団の構成員を殺害すること、あるいは集団の構成員が明確でないまま多数の人々を殺害することと定義される: "Mass killing means killing members of a group without the intention to eliminate the whole group or killing large numbers of people without a precise definition of group membership."
オランダの社会学者アブラム・デ・スワーンは、大量虐殺とは、つりあいのとれない、近距離の暴力であり、それは、たいてい、戦争、内乱、革命、クーデタという状況で起きると定義する。デ・スワーンの大量虐殺概念では、戦争のように力の均衡のとれた正規軍同士の暴力の使用は除外され、力の不均衡のある虐殺は、力の均衡のとれた戦争とは分離される。力の不均衡のある虐殺とは、たとえば、組織化された兵士が、非武装の組織化されていない無数の人々を殺害するといった場合である。

## 主な大量虐殺

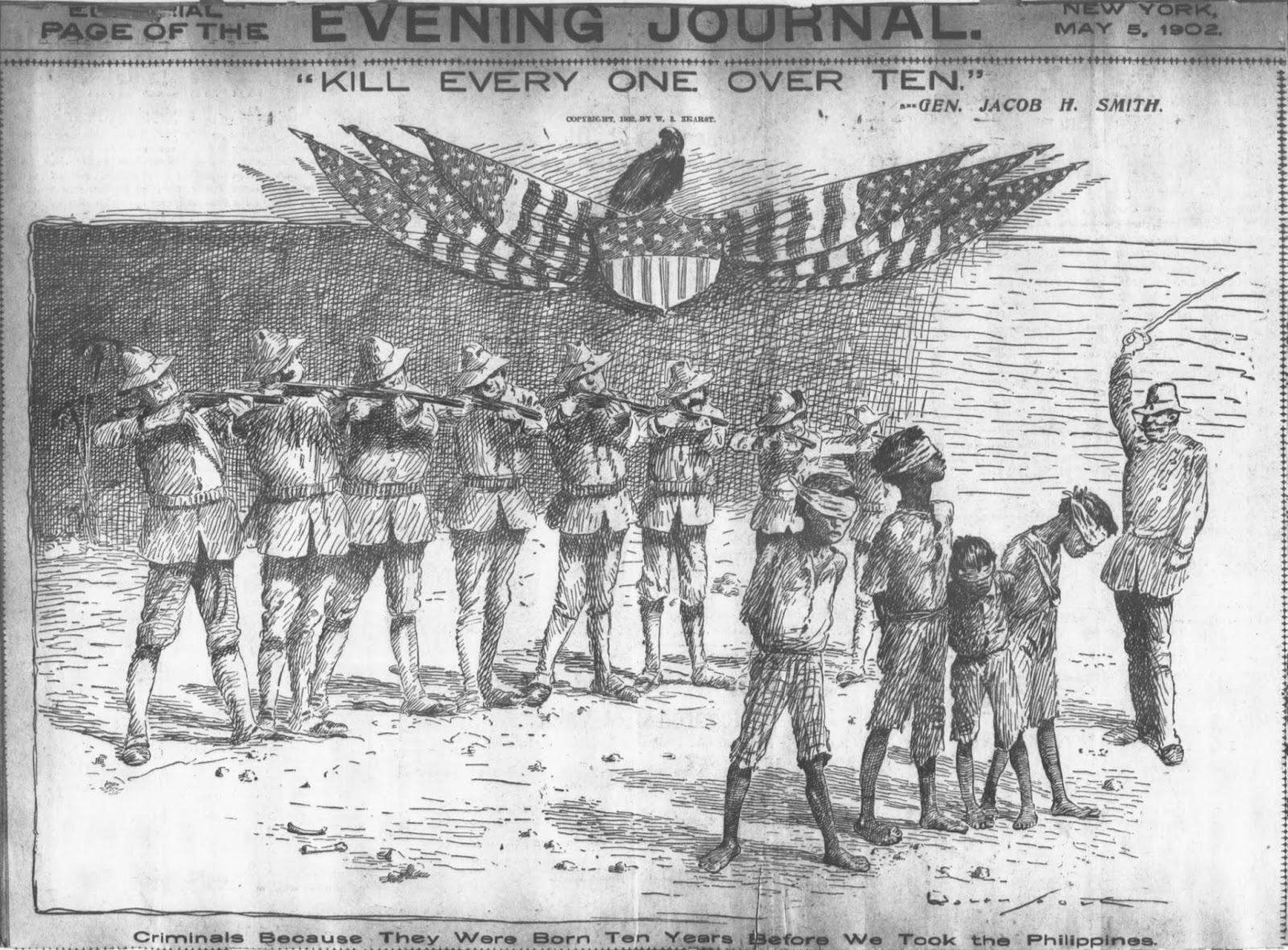
米比戦争時のニューヨークジャーナルの風刺画。フィリピン人を銃殺しようとするアメリカ兵の背後には「10歳以上の者は皆殺し」と書かれている。

一般的に、1つの人種・民族・国家・宗教などの構成員に対する計画的大量虐殺等の行為は、ジェノサイドと言い、その一部はジェノサイド条約において集団殺害罪（国際法違反）として規定されている。

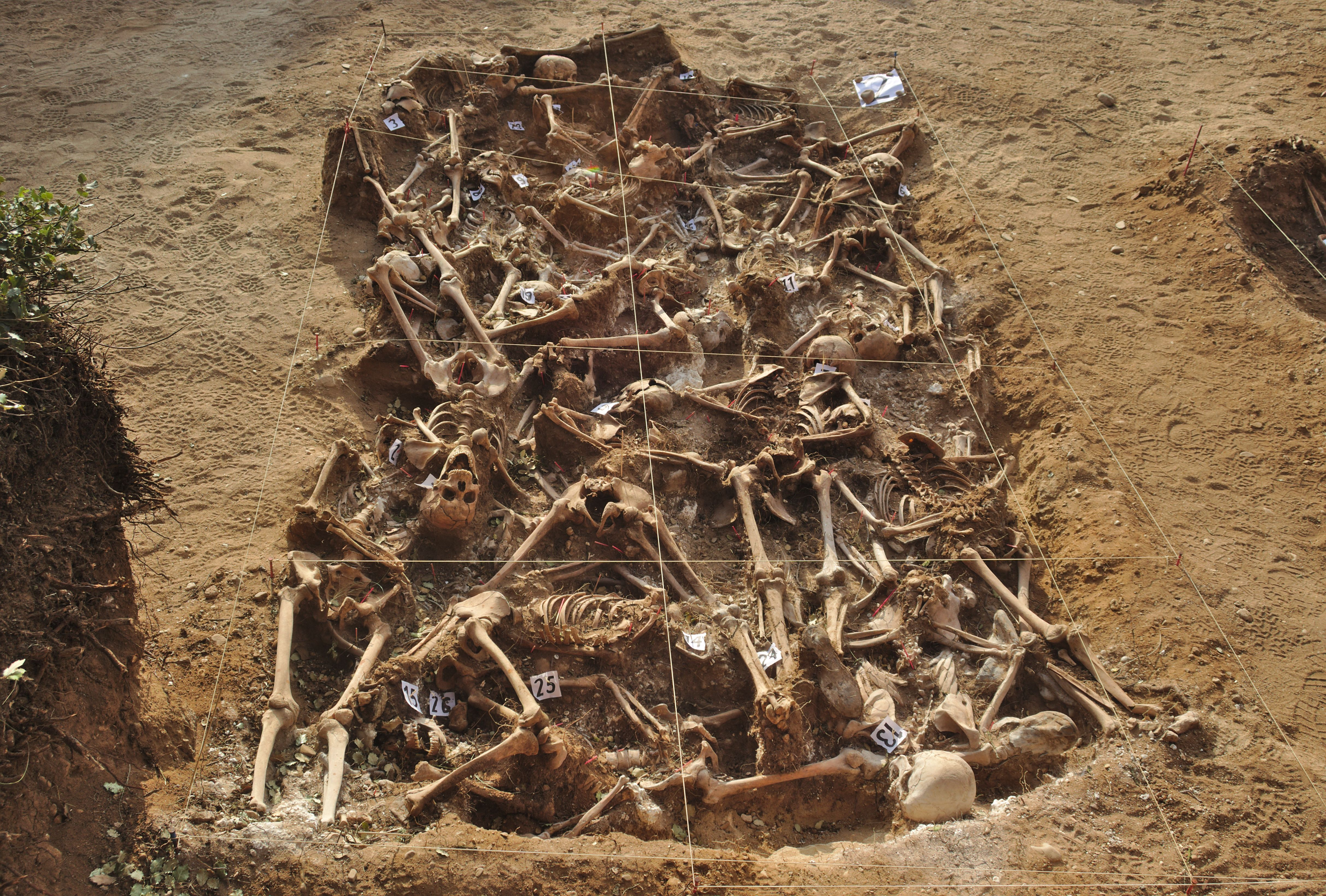
1936年8月-9月、スペイン内戦初期、フランシスコ・フランコ率いる反乱軍（ナショナリスト軍)のファシストによる共和主義者の虐殺。この24人の集団墓地は、スペイン北部エステパルという小さな町にある。2014年7月-8月に発掘。

古来、戦争・征服においては大量虐殺は付き物である。ここでは歴史上注目されているものを列挙する。なお、ジェノサイドの項目と一部重複するが、同項目の分類方法とは別に、いわゆる「大量虐殺」と呼ばれている事件の中でも歴史的な大量虐殺と見られるものを列挙する。
斜体は犠牲者100万人以上、太字は犠牲者1000万人以上のもの。史料の解釈や実在性・数字の正確性の疑われるものも含まれる。
- ユダヤ人による占領地カナンでの先住民虐殺
- 秦による長平の戦いにおける事後処理
- 秦の始皇帝による坑儒
- 項羽による新安での降伏した秦兵の虐殺
- 共和政ローマにおける諸戦役
  - 第一次ミトリダテス戦争小アジア戦役でのローマ市民虐殺
  - スパルタクスの乱における反乱奴隷の殲滅
  - カルタゴ族滅（第三次ポエニ戦争）
  - ユダヤ戦争
  - ガリア戦争
- 西ローマ帝国の滅亡
  - フン族の侵攻
  - ローマ略奪
- 唐の安史の乱におけるソグド人虐殺[15][16]
- ムハンマドによるクライザ族虐殺事件
- アラブ人の奴隷貿易
- 十字軍におけるキリスト、イスラムおよびユダヤ各教徒の被害
- 南フランスにおけるアルビジョア十字軍
- モンゴル帝国によるユーラシア大陸の征服
  - 各地の抵抗勢力に対する報復的な虐殺
    - 西夏のタングート族に対する族滅
    - ホラズム・シャー朝の征服
      - ニーシャープール、バーミヤーン、ヘラート等の破壊

    - ルーシ諸国に対する虐殺
    - 金朝、南宋、セルジューク朝等の征服
    - バグダードの戦い
    - 元寇
- レコンキスタ達成後、イスラム教徒、ユダヤ教徒に対する虐殺（スペイン異端審問）
- ティムールによる西アジアの征服（エスファハーン包囲戦 (1387年)（英語版））
- ヨーロッパにおける魔女狩り
- イヴァン4世（雷帝）によるノヴコロド虐殺
- ユグノー戦争
  - ヴァシーの虐殺
  - サン・バルテルミの虐殺
- 織田信長による長島一向一揆の殲滅ほか
- イギリスのクロムウェルによるアイルランド侵攻
- 文禄・慶長の役における朝鮮民被害
- ドイツにおける三十年戦争
- 島原の乱
- 清による中国の征服
  - 張献忠による四川住民虐殺（屠蜀（中国語版））
- 大西洋奴隷貿易
- ヨーロッパ人によるアメリカ大陸先住民・オーストラリア州先住民の殲滅・征服
  - スペインのインカ帝国における虐殺
  - インディアン戦争（サンドクリークの虐殺、ウンデット・ニーの虐殺など）、南米インディアンの虐殺
  - イギリスのタスマニア人虐殺（オーストラリア）
  - マニフェスト・デスティニー
- アメリカ合衆国の南北戦争における焦土作戦
  - 海への進軍
- ヨーロッパ・ロシアにおけるポグロム（古代 - ホロコースト前）
- フランス革命時の王党派の処刑・恐怖政治
  - ヴァンデの反乱
- ナポレオン戦争
- イギリス東インド会社及びイギリス領インド帝国における飢饉・虐殺
  - インド大反乱
  - インド大飢饉
  - アムリットサル事件
  - ベンガル飢饉
- 太平天国の乱
- 回民蜂起
- パラグアイにおけるブラジル軍による虐殺（三国同盟戦争）
- トルコのアルメニア人虐殺
- カヌードス戦争（英語版）
- コンゴ自由国における虐殺（英語版）
- 米比戦争でのフィリピン人の虐殺
- 義和団の乱でのロシア帝国による江東六十四屯居留民の虐殺（海蘭泡事件、黒龍江・璦琿事件）
- ロシア帝国の赤軍パルチザン・朝鮮人・中国人による日本人とロシア人の虐殺（尼港事件）
- ヘレロ・ナマクア虐殺
- 第一次世界大戦
- ロシア革命（ロシア内戦）
  - レーニン隷下OGPUによる反体制派の粛清や帝政派関係者の虐殺
  - ロシア内戦におけるシベリア大雪中行軍（英語版）（赤軍に追われた白軍とその家族数万人が厳冬のバイカル湖を横断中に凍死し、財宝もろとも湖底に沈んだ事件）
- 関東大震災直後の日本人による朝鮮人・中国人虐殺
- ソビエト連邦スターリンによるウクライナ人への飢餓（ホロドモール）
- ソビエト連邦におけるスターリン治世下での大粛清
- 済南事件
- 平頂山事件
- 日中戦争及び、日中戦争期間の国共内戦
  - 南京大虐殺
  - 重慶爆撃
  - 三光作戦
  - 通州事件
  - 中国国民党軍による焦土作戦（黄河決壊事件、堅壁清野、長沙大火事件など）
- スペイン内戦
  - フランコ将軍による人民戦線派粛清
- 第二次世界大戦
  - ソビエト連邦によるバルト諸国占領、フィンランドとの冬戦争、ポーランド分割
    - NKVDによるポーランドでの虐殺、カティンの森事件

  - ナチス・ドイツ及び対独協力者によるホロコースト。ユダヤ民族のほか「危険分子」、スラブ民族、ロマ (ポライモス)、共産主義者、身体障害者、同性愛者等の殲滅、強制労働
    - ナチスの移動虐殺部隊アインザッツグルッペンによる虐殺
    - ドイツ系民兵部隊ヴェアヴォルフ（Werwolf、人狼部隊）、ヤークトフェアベンデ（Jagdverbände、狩猟部隊）、ブントシュー（Bundschuh、紐靴部隊）による虐殺

  - 独ソ戦
    - ソビエト連邦戦争捕虜に対するナチスの犯罪行為（捕虜・協力者・政治犯の大量虐殺、ホロコーストの一部）
    - ソビエト連邦による戦争犯罪（捕虜・協力者・政治犯の大量虐殺）
      - 赤軍による占領地民の略奪、放火、大量強姦（レイプ・イン・ベルリン）を含む処刑、強制収容（ドイツの他ハンガリー、ユーゴスラビア、スロバキアなど）
      - 送還捕虜の処刑、強制収容（枢軸軍からの自軍捕虜・連合軍からの枢軸軍協力者）

    - レニングラード包囲戦
    - ウクライナ蜂起軍によるポーランド人虐殺

  - クロアチアファシズム組織ウスタシャによるセルビア人大量虐殺
  - アメリカ軍、イギリス軍によるドイツへの空襲（ドレスデン爆撃・ハンブルク空襲など）
  - ソビエト連邦による強制収容など（ヨーロッパにおける上記のほか、シベリア抑留など）
  - 連合軍（米英仏ソ）による枢軸軍捕虜の強制収容など（アイゼンハワーによるDEF、ライン河畔収容所など）
  - ドイツ人追放（民族ドイツ人の定住地、進出地からの強制移住、民族浄化）
    - ズデーテン大虐殺[17]

  - 太平洋戦争
    - シンガポール華僑虐殺事件
    - マニラ大虐殺
    - 日本本土空襲
    - 広島市への原子爆弾投下と長崎市への原子爆弾投下
    - 葛根廟事件
    - 通化事件
    - 久米島守備隊住民虐殺事件
- 中国によるウイグル・チベット（チベット動乱など）・東トルキスタン・南モンゴル・広西チワン族自治区での迫害・虐殺・民族浄化
- 国共内戦
  - 通化事件[18]
  - 長春包囲戦
- インド・パキスタン分離独立
- 二・二八事件
- コロンビアのラ・ビオレンシア（暴力の時代）
- 反右派闘争
- イスラエルによるパレスチナ人虐殺（第一次中東戦争における虐殺事件（英語版））
- 日本降伏後の南朝鮮における白色テロ
  - 済州島四・三事件[19]
  - 麗水・順天事件
  - 聞慶虐殺事件
- 朝鮮戦争
  - 保導連盟事件
  - 居昌事件
  - 国民防衛軍事件
  - 江華良民虐殺事件
  - アメリカ軍による無差別爆撃（1950年9月25日ソウル爆撃ほか老斤里事件）
- アルジェリア戦争
- スハルトによる共産主義者虐殺（英語版）
- ベトナム戦争
  - タイビン村虐殺事件
  - フォンニィ・フォンニャットの虐殺
  - ハミの虐殺
  - ゴダイの虐殺
  - ソンミ村虐殺事件
- ビアフラ戦争
- カンボジア内戦
- 暗黒の5月事件
  - ロン・ノルとアメリカ軍による無差別爆撃
- バングラデシュ独立戦争
  - バングラデシュ大虐殺 (1971年)
- ポル・ポト派による虐殺（カンボジア大虐殺）
- 文化大革命
  - 内モンゴル人民革命党粛清事件
- アンゴラ内戦
- コンドル作戦
  - 汚い戦争
  - ピノチェトによる虐殺
- モザンビーク内戦
- イラン・イラク戦争
- ソ連侵攻によるアフガニスタン紛争 (1978年-1989年)
- イサック虐殺（英語版）
- 六四天安門事件
- イラクによるクルド人虐殺（ハラブジャ事件など）
- ルワンダ紛争
  - ブルンジ虐殺（英語版）
  - ルワンダ虐殺
- ユーゴスラビア紛争
  - ボスニア内戦における市民の民族浄化、プリイェドルの虐殺
- ナゴルノ・カラバフ戦争
  - ホジャリ大虐殺
- ダルフール紛争における虐殺
- 第二次コンゴ戦争とそれに続く内乱
- シリア内戦
  - ISILによる支配地におけるクルド人、ヤジディ教徒、イラク及びシリア政府関係者に対する虐殺
- 2022年ロシアのウクライナ侵攻
  - ブチャの虐殺
- ガザ虐殺